# Be (企業)
Be Incorporated（ビー・インコーポレイテッド）は、かつて存在したコンピュータハードウェア及びソフトウェア製造企業。BeBox, BeOSを開発販売していた。
Apple Computerで技術担当副社長を務めたジャン＝ルイ・ガセーが、Newtonの開発に携わっていたスティーブ・サコマンらアップル時代のスタッフと共に設立した会社。
Newtonで搭載する予定であった、AT&Tの開発によるCPU「Hobbit」を複数個使用したプラットフォームを開発し、オペレーティングシステムもBeOSとして新たに開発し、旧来からのしがらみを断ち切ったパフォーマンスの高いパーソナルコンピュータを目指した。BeBoxとして発表したデスクトップコンピュータはIBM・MotorolaのPowerPC 603eを2つ搭載したものとなった。
しかし、販売は振るわず、ほどなくハードウェア販売を止め、BeOSのみ販売するソフトウェア会社となる。同様な経営戦略をとっていたNeXT社と次期Mac OSへの採用で競合したが、結局アップルはNEXTSTEPを採用したことにより、敗北する。
最終的にパーム社に資産が譲渡された。